# 芳基
在有机化学中，芳基指任何从简单芳香环衍生出的官能团或取代基。虽然更特殊的名称如苯基，被用来描述未被取代的芳基，但出于概括和简练的原因芳基仍然被使用。
最简单的芳基是苯基（Phenyl），由苯衍生而来。